# Himantolophus sagamius
Himantolophus sagamius — вид вудильникоподібних риб родини Himantolophidae. Це морський, батипелагічний вид. Широко поширений у Тихому океані на глибині 600–1200 м. Тіло завдовжки 20 см.